# Sussex-Fundy-St. Martins
Circonscription électorale provinciale du Canada
Sussex-Fundy-St. Martins (auparavant Kings-Est) est une ancienne circonscription électorale provinciale du Nouveau-Brunswick représentée à l'Assemblée législative de 1974 à 2023.

## Géographie
La circonscription comprend :
- la ville de Sussex ;
- les villages de Sussex Corner, Saint-Martins ;
- les communautés de Mount Hebron, Mount Middleton, Berwick, Apohaqui, Roachville, Searsville, Southfield, Salt Springs, Bloomfield, Upham, Upperton, Hillsdale, Clover Hill, Hanford Brook, Shanklin, Fairfield, Gardner Creek, Tynemouth Creek, West Quaco, Londonderry, Markhamville, Jeffries Corner, Rockville, Picadilly, Cedar Camp, Mount Pisgah, Penobsquis, Dunsinane, Springdale, South Branch, Donegal, Plumweseep, Waterford, Shepody, Mechanic Settlement et Martin Head.

## Liste des députés
| Législature | Années    | Député              | Député              | Parti                     |
| --- | --------- | ------------------- | ------------------- | ------------------------- |
| Kings-Est Circonscription issue de Kings                                                                                             |           |                     |                     |                           |
| 48e | 1974-1978 |                     | George Horton       | Progressiste-conservateur |
| 49e | 1978-1982 | Hazen Myers         |                     | Progressiste-conservateur |
| 50e | 1982-1987 | Hazen Myers         |                     | Progressiste-conservateur |
| 51e | 1987-1991 |                     | Pete Dalton         | Libéral                   |
| 52e | 1991-1995 |                     | Hazen Myers (2)     | Progressiste-conservateur |
| 53e | 1995-1999 |                     | LeRoy Armstrong     | Libéral                   |
| 54e | 1999-2003 |                     | Douglas Cosman      | Progressiste-conservateur |
| 55e | 2003-2006 |                     | LeRoy Armstrong (2) | Libéral                   |
| 56e | 2006-2010 |                     | Bruce Northrup      | Progressiste-conservateur |
| 57e | 2010-2014 |                     | Bruce Northrup      | Progressiste-conservateur |
| Sussex-Fundy-St. Martins |           |                     |                     |                           |
| 58e | 2014-2018 |                     | Bruce Northrup      | Progressiste-conservateur |
| 59e | 2018-2020 |                     | Bruce Northrup      | Progressiste-conservateur |
| 60e | 2020-2024 | Tammy Scott-Wallace |                     | Progressiste-conservateur |
| Dissoute dans Sussex-Three Rivers, Hampton-Fundy-St. Martins, Albert-Riverview, Arcadia-Butternut Valley-Maple Hills et Kings-Centre |           |                     |                     |                           |